# 르네 라에네크
르네테오필야생트 라에네크(René-Théophile-Hyacinthe Laennec, 1781년 2월 17일 ~ 1826년 8월 13일)는 프랑스의 의학자로, 청진법의 창시자이다.
브르타뉴의 캥페르 (Quimper)에서 태어났으며, 14세 때 낭트에서 개업하고 있던 숙부의 집에서 지내며 의학의 기초를 배웠다. 1801년 파리에 나와 샤리테 병원학교에 들어가서 나폴레옹의 주치의였던 코르비자르에게 사사하여 정식으로 의학을 수학하였다. 1806년 보종병원의 의사가 되어 병리해부학에 관심을 가지고 그 분야의 문제에 관한 몇 가지 논문을 발표하였다. 1816년 어린이의 놀이에서 힌트를 얻어 비대한 여성을 진찰할 때 종이를 말아서 관 모양으로 하여 가슴에 대고 청음하였다가 청진기를 발명하였다. 그 후 3년 동안 환자를 청진하여 여러 가지 음 (音) 을 기록하고 죽은 후의 병형 (病型) 과 대조하여 이러한 음이 어떠한 병에서 호호 나오는가를 알아냈다.